# Nunțiatura Apostolică în România
Nunțiatura Apostolică în România este reprezentanța diplomatică a Sfântului Scaun în România. Reședința nunțiului apostolic este situată în București, în Palatul Nunțiaturii Apostolice a Sfântului Scaun din București. Din 2024 nunțiu apostolic este arhiepiscopul Giampiero Gloder.
Începând din 2003 nunțiul apostolic în România este acreditat și în Republica Moldova.

## Istoric
În 1920 papa Benedict al XV-lea a înființat Nunțiatura Apostolică în România. Ea și-a încetat activitatea odată cu instaurarea regimului comunist în România. Relațiile diplomatice dintre cele două state au fost reluate în anul 1990, când papa Ioan Paul al II-lea a redeschis Nunțiatura Apostolică în România.

## Nunții apostolici în România

### Perioada 1920–1946
- 1920–1923: arhiepiscopul Francesco Marmaggi, originar din Italia
- 1923–1933: arhiepiscopul Angelo Maria Dolci, originar din Italia
- 1933–1936: arhiepiscopul Valerio Valeri, originar din Italia
- 1936–1946: arhiepiscopul Andrea Cassulo, originar din Italia

### După 1990
- 1990–1994: arhiepiscopul John Bukovsky SVD, originar din Slovacia
- 1995–1998: arhiepiscopul Janusz Bolonek, originar din Polonia
- 1998–2007: arhiepiscopul Jean-Claude Périsset, originar din Elveția
- 2007–2015: arhiepiscopul Francisco-Javier Lozano, originar din Spania
- 2015–2023: arhiepiscopul Miguel Maury Buendía, originar din Spania
- din 2024: arhiepiscopul Giampiero Gloder, originar din Italia

## Vezi și
- Relațiile dintre România și Vatican